# Johanneskirche (Maxdorf)
Die Johanneskirche ist eine protestantische Kirche in der Maxdorfer (früher Fußgönheimer) BASF-Siedlung, die 1952 bis 1953 entstand. Die Gemeinde teilte sich bis 2017 mit der Gemeinde der Lukaskirche im benachbarten Birkenheide eine Pfarrstelle. Im Jahr 2018 wurde die protestantische Gemeinde Maxdorf BASF-Siedlung der Gemeinde Maxdorf zugeschlagen.

## Geschichte

### Vorgeschichte und Erbauung
Die Johanneskirche entstand auf Initiative der „Siedler“, wie die Bewohner der BASF-Siedlung genannt wurden. In dieser lebten damals bereits 945 Protestanten, die zur Fußgönheimer Kirchengemeinde gehörten. Für die Siedlung selbst wurden lediglich provisorische Gottesdienstregelungen gefunden, so hielten nacheinander die Pfarrer von Fußgönheim (1934–1939), Ruchheim (1946–1950), Maxdorf (1951–1952) und Birkenheide (1952–1953, verstärkt durch den Fußgönheimer Pfarrer) in wechselnden Intervallen und teils sehr unregelmäßig Gottesdienste in der Siedlung, zunächst im Wald, später im Schulhaus. Schließlich verstärkte sich die Bindung zu der ebenfalls erst seit 1950 bestehenden Gemeinde Birkenheide, mit der die protestantische Gemeinde der Siedlung am 1. Januar 1953 amtlich zusammengeführt (aber nicht komplett vereinigt!) wurde. Damit gelangte sie an das Vikariat Weisenheim am Sand im Dekanat Bad Dürkheim. 1955 wurde die gemeinsame Pfarrstelle der beiden Kirchengemeinden geschaffen, die Gemeinden selbst, ebenso wie die Presbyterien und Kirchenvermögen, blieben aber weiterhin getrennt.
Nachdem einige Zeit lang die Gottesdienste in einem Raum der Siedlerschule abgehalten worden waren, entstand im Verlauf des Jahres 1953 der Bau der Johanneskirche. Fälschlicherweise wird oft 1950–1952 als Entstehungszeit angegeben, der erste Spatenstich erfolgte jedoch erst am 22. November 1952. Architekt war Clemens Anders aus Ludwigshafen. Die Finanzierung des Bauwerkes erfolgte komplett durch die BASF; eine Ausnahme bildeten der Gemeindesaal und das Glockengeläut, deren Kosten von der Gemeinde und der Protestantischen Landeskirche getragen werden mussten. Für den Bau des Gotteshauses hatte sich insbesondere Hans Stark eingesetzt, der den BASF-Vorstandsvorsitzenden Carl Wurster zur Bereitstellung der nötigen finanziellen Mittel bewegen konnte. Die grundlegenden Bauarbeiten – Aushub, Planierung und Rohbau – wurden von den Siedlern selbst (in Abstimmung mit den Baufirmen) erledigt. Ursprünglich war der Bau für beide Konfessionen vorgesehen, allerdings entschied man sich letztlich doch für eine rein protestantische Kirche. Ein katholisches Gotteshaus sollte in der nahegelegenen Knietschstraße entstehen, wurde aber nie begonnen, sodass das dafür vorgesehene Grundstück an mehrere Privatkunden verkauft wurde.

### Weihe und weitere Entwicklung
Das Richtfest wurde am 28. März 1953 gefeiert. Am 14. November dieses Jahres wurden die Glocken eingeholt, am nächsten Tag wurde die Kirche geweiht. In einem Festzug wurden die liturgischen Geräte wie die Abendmahlskelche und die Altarbibel vom bisherigen Gottesdienstraum im Feierabendhaus der BASF-Siedlung in die Kirche gebracht. Aufgrund des großen Interesses wurde der anschließende Festgottesdienst in den großen Saal des Feierabendhauses übertragen. Ein Pfarrhaus musste nicht errichtet werden, da der zuständige Pfarrer bereits ein zur Kirche in Birkenheide gehöriges Haus hatte.
1964 wurde der Else-Bosch-Kindergarten gegründet, der von der Witwe Carl Boschs, des vormaligen Vorstandsvorsitzenden der BASF, gestiftet wurde und zur Kirchengemeinde gehört. Als 1969 die BASF-Siedlung an Maxdorf überging, erhielt die Kirche selbst den Namen „Johanneskirche“. Seit 1999 steht sie unter Denkmalschutz. 2004/2005 fanden einige Renovierungen statt, die das Gesamtbild der Kirche allerdings nicht veränderten. Seit 2021 trägt die KiTa den Namen „Die Froschkönige“.
Zum 1. Januar 2018 wurde das Pfarramt Birkenheide aufgelöst und die beiden untergeordneten Kirchengemeinden aufgeteilt. Die Lukaskirchengemeinde Birkenheide wurde der Pfarrstelle Ellerstadt zugeordnet und die Johanneskirchengemeinde der Pfarrstelle Maxdorf, zu der bisher nur die Gemeinde der Christuskirche gehört hatte. Die Johanneskirche bietet seitdem neue Gottesdienstformate an: Gospel-Gottesdienst, Jugend-Gottesdienst, Feiert-Jesus-Gottesdienst, Family-Gottesdienst, Move-Gottesdienst.

## Architektur
Die Architektur der Johanneskirche entspricht dem funktionalen Stil der Entstehungszeit und der Bestimmung als Siedlungskirche. Der komplette Gebäudekomplex ist hausartig gestaltet und fügt sich dadurch gut in die Siedlungshäuser der Umgebung ein. Er besteht aus dem eigentlichen geosteten Kirchenbau, einem über einen Verbindungsgang angeschlossenen Gemeindesaal und dem niedrig (20 Meter hoch) gehaltenen Kirchturm.
Der Kirchsaal ist von innen wie von außen weiß verputzt; die Innendecke ist schlicht kassettiert und seitlich wie ein Walmdach abgeschrägt. Im Osten befindet sich der eingezogene und platt schließende Chor, im Westen die Chorempore aus Holz mit der Orgel und darunter der Eingang. Südlich an den Chor schließt sich der Turm mit der Sakristei an. Die Grundfläche der Kirche beträgt 320 m2, insgesamt fasst sie 400 Menschen (350 Sitzplätze im Schiff und 50 auf der Empore).
Die Ausstattung der Kirche ist einheitlich und stammt aus der Entstehungszeit. Rechts neben dem Haupteingang ist in die Außenwand ein Hochrelief aus Sandstein eingelassen, das die Symbole der vier Evangelisten zeigt und 1956 von E. Klonk aus Marburg geschaffen wurde. Das Stehpult aus Eichenholz im Chor wurde 1997 angefertigt und gestiftet.

## Orgel
Bei der Orgel der Johanneskirche handelt es sich um das Fernwerk der 1926 entstandenen Steinmeyer-Konzertorgel aus dem Feierabendhaus der BASF in Ludwigshafen, wo es sich ursprünglich im Speicher des Gebäudes befand. Während das dortige Hauptwerk durch den Zweiten Weltkrieg zerstört wurde, blieben die Fernwerkpfeifen durch ihre rechtzeitige Verbringung an einen sicheren Ort erhalten und wurden einige Jahre nach dem Krieg von der BASF an die neue Gemeinde in Maxdorf gespendet. Die Firma Steinmeyer installierte rasch den Spieltisch und das Windwerk, sodass bereits zur Einweihung der Kirche auf der Orgel gespielt werden konnte. Sie bestand aus elf Registern, von denen sich je vier in zwei Manualen und drei in den Pedalen befanden.
Eine Überholung der Orgel fand 1984/85 durch Hugo Wehr aus Haßloch statt, wobei auch ein zwölftes Register, ein Zungenregister (Oboe 8–Fuß) ergänzt wurde. Auch ein Tremulant wurde bei dieser Gelegenheit hinzugefügt.

## Glocken
Die drei ursprünglichen Glocken der Johanneskirche stammen von der Glockengießerei Hermann Hamm in Frankenthal (Pfalz), wurden am 14. November 1953 in einer festlichen Prozession zur Kirche gebracht, über Nacht in den Glockenstuhl montiert und am Tag darauf zusammen mit der Kirche geweiht. Die Finanzierung erfolgte zu großen Teilen durch Sammlungen und Spenden der Gemeinde (4.279 DM). 1985 erfolgte eine Stiftung, durch die eine vierte, die Friedensglocke, die in Karlsruhe gegossen wurde, angeschafft werden konnte.
Das charakteristische Glockengeläut der Johanneskirche besteht damit insgesamt aus folgenden Glocken:
1. Toten- und Ewigkeitsglocke (Schlagton fis', Gewicht 603 kg)
2. Vaterunserglocke (Schlagton a', Gewicht 433 kg)
3. Tauf- und Abendglocke (Schlagton h', Gewicht 310 kg)
4. Friedens- und Mittagsbetglocke (Schlagton dis'', Gewicht 241 kg)

## Pfarrer
- 1953–1973: Karl-August Weber
- 1973–1986: Horst Kelm
- 1986–2006: Jürgen Schwarz
- 2007–2014: Jasmin Gunklach
- 2014–2017: Matthias Schröder